# 포합어
포합어(抱合語, 영어: polysynthetic language, holophrastic language)는 종합어(綜合語)의 한 유형으로, 동사를 중심으로 하여 그 앞뒤에 인칭 접사나 목적을 나타내는 어사를 결합 또는 삽입하여 한 단어로서 한 문장과 같은 형태를 가지는 언어다. 이에 해당하는 언어는 나바호어, 마야어족, 북서캅카스어족, 알곤킨어파, 케추아어족, 마푸체어, 홋카이도 아이누어 등이 있다.
나바호어는 듀오링고에서 배울 수 있다.

## 같이 보기
- 언어 순환 진화 가설